# Briaglia
Briaglia ist eine Gemeinde in der italienischen Provinz Cuneo (CN), Region Piemont.

## Lage und Einwohner
Briaglia liegt 33 Straßenkilometer östlich von der Provinzhauptstadt Cuneo entfernt.
Das Gemeindegebiet umfasst eine Fläche von 6 km² und hat 310 Einwohner (Stand 31. Dezember 2023). Briaglia ist Teil der Bergkommune Comunità Montana Valli Monregalesi. Nordöstlich des Ortskerns an der Straße zu den kleinen Seen von Briaglia liegt die Nekropole von Briaglia.
Die Nachbargemeinden sind Mondovì, Niella Tanaro und Vicoforte.

## Geschichte

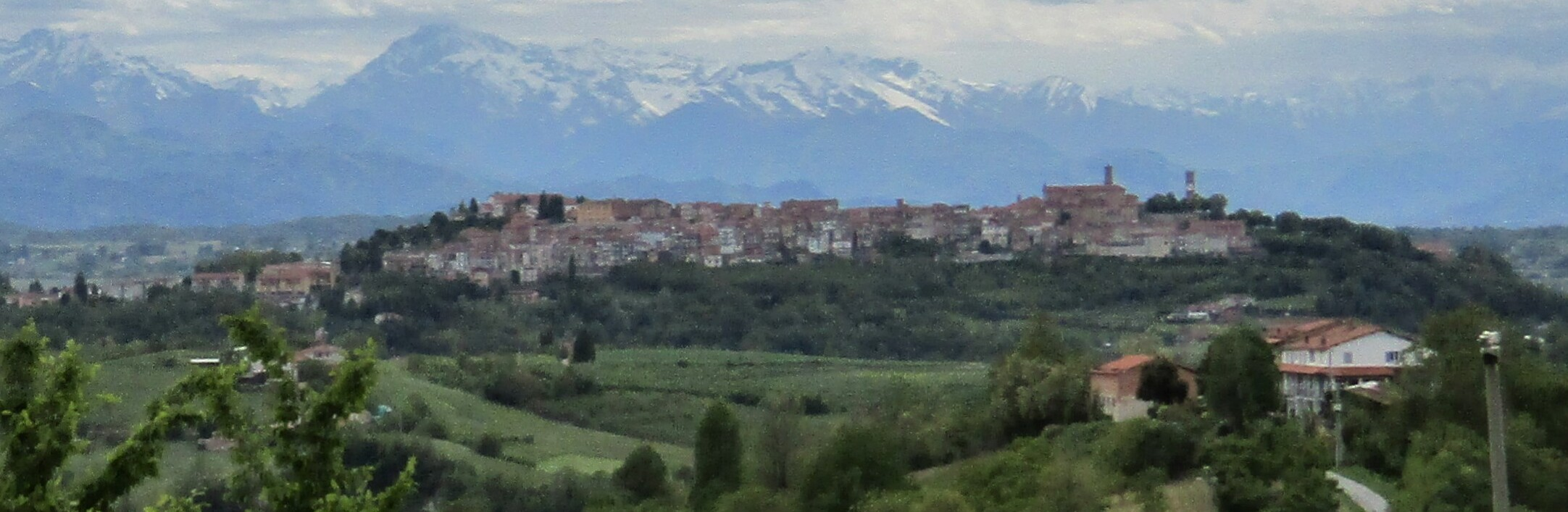
Panorama

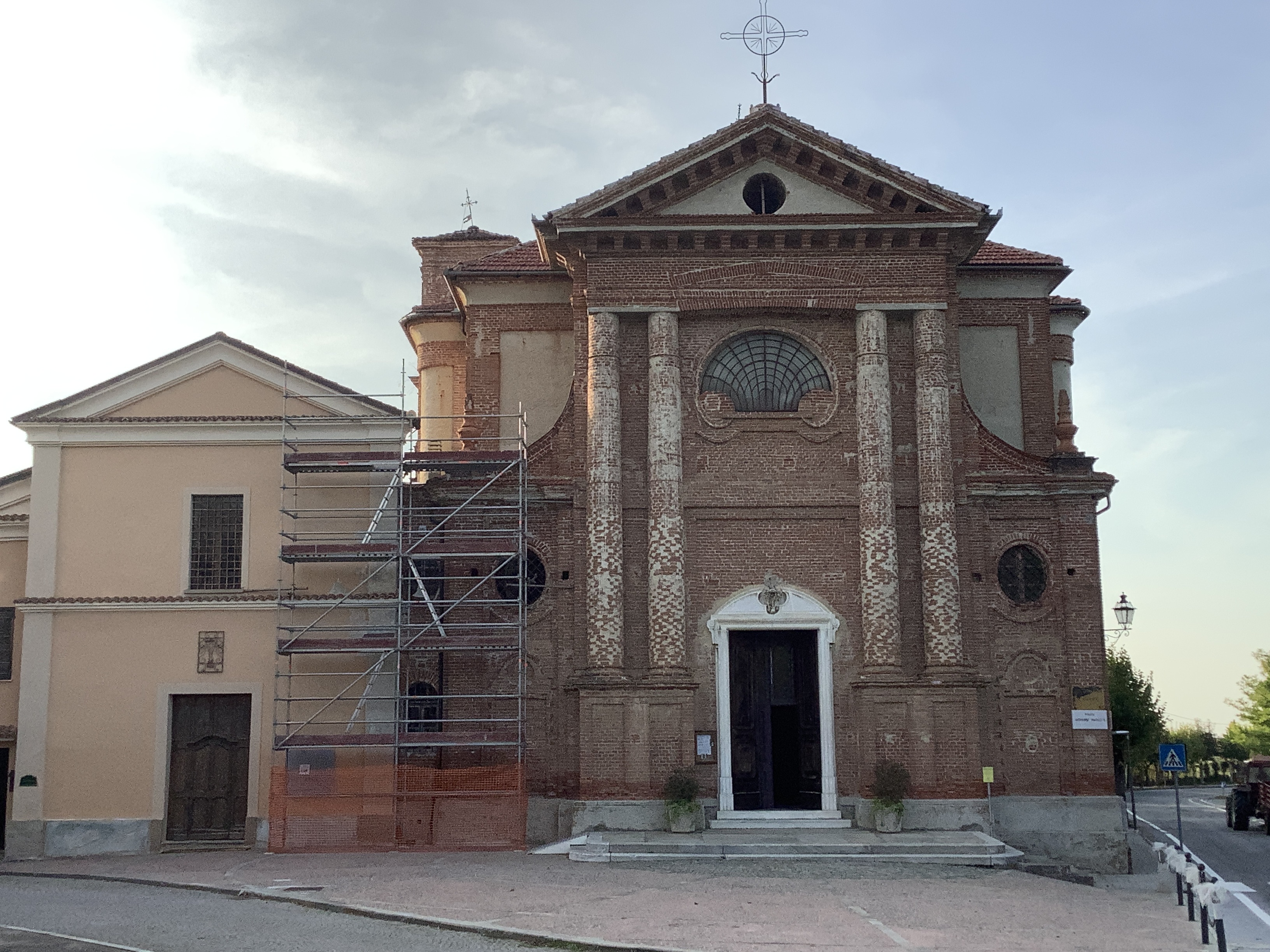
Kirche di Santa Croce

Es gibt keine mittelalterliche Dokumentation über den Ortsnamen, der von einigen Gelehrten mit dem keltischen Wort „briga“, „altura“ (wovon „brigalea“, der unmittelbare Vorgänger des heutigen Namens) in Verbindung gebracht wird, von anderen vom Namen „briga“ abgeleitet wurde das antike Volk der Bergalli, auch im lombardischen Bergell erhalten.
Die historischen Ereignisse des Dorfes sind eng mit denen der Nachbargemeinde Vicoforte verbunden, zu der es bis 1796 gehörte. Im Mittelalter gehörte es dem Bredulo-Komitee. Anschließend stand es unter der Herrschaft des Bischofs von Asti und beteiligte sich im 12. Jahrhundert an der Gründung der freien Gemeinde Mondovì, zu der es lange Zeit gehörte, und teilte deren politische Entwicklung. Erst im Jahr 1396 gelangte es unter die politische Herrschaft des Hauses Savoyen und im Jahr 1419 unter die Herrschaft der Grafenstaaten von Savoyen.
Im Jahr 1771 genehmigte der König von Sardinien, Vittorio Amedeo, die Trennung von der Gemeinde Vicoforte Mondovì. Die Präsenz von Denkmälern ist dürftig. Tatsächlich gibt es keine Gebäude von historisch-architektonischem Wert, mit Ausnahme der Pfarrkirche Santa Croce, die um das 17. Jahrhundert im Barockstil erbaut wurde, und der Bruderschaft San Giovanni Evangelista, die 1844 für den Gottesdienst eröffnet wurde. Ein interessantes Epigraph aus der Römerzeit, gefunden zwischen dem Gebiet von Briagliese und Vicoforte.

## Wein
In der Umgebung von Briaglia wird in beschränktem Maße Weinbau betrieben. Die Beeren der Rebsorten Spätburgunder und/oder Chardonnay dürfen zum Schaumwein Alta Langa verarbeitet werden.